# Hoplodrina sordida
Hoplodrina sordida är en fjärilsart som beskrevs av Adrian Hardy Haworth 1809. Hoplodrina sordida ingår i släktet Hoplodrina och familjen nattflyn. Inga underarter finns listade i Catalogue of Life.